# 殷瑋
殷瑋（1982年12月30日—），臺灣政治人物，中國國民黨籍，現任臺北市政府研究發展考核委員會主任委員。曾任馬英九總統競選連任辦公室發言人、國民黨文傳會副主委、國民黨中央黨部發言人、並兼任國民黨青年團執行長、總統府發言人，2017年舉家移民到澳洲墨爾本。2022年獨自返台加入蔣萬安市府團隊，先後任市政顧問、台北市政府發言人、青年局局長。

## 生平
殷瑋出生於雲林縣虎尾鎮。畢業於國立虎尾高級中學後，推甄進入國立臺灣大學政治系，期間多次參與辯論會，亦曾參加學生社團之世界模擬聯合國會議。他曾參加台灣北社舉行的ECFA辯論會，站在反方立場。他擁有威爾斯大學碩士學位。
殷瑋加入國民黨後，成為馬英九辦公室幕僚。2010年起於國家安全會議任職，並成為馬英九總統講稿撰寫人之一。2011年6月開始擔任「馬英九總統連任『臺灣加油讚』辦公室」（俗稱「馬辦」；後於競選期間轉型為馬英九吳敦義競選總部）發言人。2012年2月起，出任國民黨發言人兼青年團執行長。賴素如涉案後，由殷瑋接文傳會副主委。
2014年5月11日，總統府發布，原總統府發言人李佳霏卸職，轉任中國國民黨文傳會副主委，遺缺由馬瑋國升任。殷瑋調任總統府秘書。2016年5月，馬英九總統任期結束的同時，卸任總統府秘書，後退出政治。與其家庭移民至澳大利亞。
2022年12月，受蔣萬安市府邀請擔任臺北市政府市政顧問，轉任臺北市政府發言人。

## 新聞事件

### 愛台十二項建設事件
擔任發言人後廣上各政論節目，名嘴陳揮文詢問其馬英九2008年競選政見「愛台十二項建設」為何，完成多少，殷瑋回答「愛台十二建設 我無法一一的列出」
陳揮文再問：「ㄧ個都講不出來嗎？」然後殷瑋則不理陳輝文開始扯蔡英文。針對此事，馬辦執行長金溥聰說：「年輕人最大本錢就是擁有不怕犯錯的冒險精神，我們會提供更大的舞台、更多的機會讓年輕人繼續揮灑表現。」 殷瑋於事後幾天理了清爽的短髮，被媒體暗諷是「變髮圖強」，殷瑋事後說明，是依據網友於8月下旬投票決定髮型，而非受到其他事件影響。  。

### 行政院徵人事件
2014年5月，殷瑋升任總統府秘書。行政院徵選新媒體小組，其妻葉乃瑜靠關說通過第一階段面試。《蘋果日報》報導此事，質疑行政院未公開徵人，有內定嫌疑。葉乃瑜在臉書反駁此說法。行政院發言人孫立群否認有黑箱作業及內定，認為葉乃瑜有國民黨青年軍的經驗，所以入選；且這個職位為機要職，屬聘雇性質，不用公開徵選。
葉乃瑜表示她是憑殷瑋的關係介紹而入選，認為爆料者有性別歧視。5月13日，在個人臉書宣布放棄參加此職位甄選。

## 外部連結
- 殷瑋facebook （页面存档备份，存于）
- 殷瑋想得太多 （页面存档备份，存于）